# Ершов, Вадим Николаевич
Вади́м Никола́евич Ершо́в (род. 15 февраля 1973, посёлок Речной, Опаринский район, Кировская область, РСФСР, СССР) — российский серийный убийца и насильник. В 1992—1995 годах совершил в Красноярске и его окрестностях в общей сложности более 70 преступлений, в том числе 19 убийств и 8 покушений на убийство. Считается одним из самых страшных маньяков в криминальной истории Красноярска.

## Биография

### Детство и юность
Вадим Ершов родился 15 февраля 1973 года в поселке Речной, (Опаринский район, Кировская область). Родители Ершова часто скандалили и увлекались спиртными напитками. Отец Николай Ершов страдал шизофренией и неоднократно лечился в психиатрической больнице. Мать Вадима сбежала от мужа, взяв его младшую сестру, а его самого оставила с больным отцом. После самоубийства отца Вадим переехал к матери, которая проживала в поселке Приморск Балахтинского района (Красноярский край). Она вела распутный образ жизни и часто меняла сожителей, при этом они не раз проявляли к ней жестокость на глазах сына. В школьные годы Ершов был замкнут и не умел постоять за себя, из-за чего подвергался издевательствам со стороны одноклассников. Девочки практически не поддерживали с ним контакт, игнорировали и насмехались, что привело к развитию у Ершова женоненавистничества. Учителя характеризовали его, как человека со спокойным и кротким нравом, но имеющим литературный талант — Вадим хорошо умел писать сочинения и другие серьёзные аналитические тексты на разные темы. У него была нормальная успеваемость, он часто принимал участие в олимпиадах, пел в хоре и занимался спортом, но невзрачная внешность и особенно маленький рост не делали его популярным. В старших классах Ершов стал демонстрировать признаки психического расстройства. Он был замечен в жестоком обращении с животными и имел тягу к совершению поджогов. В мае 1991 года он был призван в Советскую армию. Служил в Хабаровске. Во время службы он не имел дружеских связей и старался вести незаметное существование, добросовестно выполняя все поручения, однако столкнувшись с дедовщиной, однажды не выдержал издевательств и напал на одного из обидчиков, ударил его ножом в шею и кирпичом по голове, после чего дезертировал и вернулся в Красноярск, где стал проживать на нелегальном положении.

### Убийства
Вскоре Ершов изнасиловал на берегу Енисея 16-летнюю учащуюся ПТУ, но оставил её в живых. Затем, 28 июня 1992 года, он изнасиловал и забил насмерть палкой 42-летнюю работницу общепита. В течение последующих трёх лет им было совершено ещё 18 изнасилований женщин, 15 из которых закончились убийствами. Жертвами маньяка становились как молодые девушки, так и женщины в возрасте. Один из следователей вспоминал: «У меня сложилось впечатление, что он убивал, чтобы скрыть следы преступлений, в одном случае — изнасилования, в другом — грабежа. Как посуду помыть… Зверь, он и есть зверь, чисто звериные преступления».
Параллельно Ершов совершил около 40 разбойных нападений, некоторые из которых закончились убийствами жертв, и множество краж. Двумя его жертвами были мужчины. Одним из них стал сотрудник милиции, который пытался проверить его документы, а Ершов не дал, так как был дезертиром. Второй пытался отобрать у него сумку. Однажды Ершов совершил два убийства в день, с интервалом во времени и в разных частях города. На поимку преступника были брошены основные силы милиции Красноярска. Однако задержали его случайно. 29 октября 1995 года маньяк напал в подъезде на 16-летнюю девушку и пытался снять с неё золотую цепочку. Её крики услышали родственники, и Ершов попытался скрыться. От двух встречных мужчин ему удалось отбиться с помощью ножа, но одна из местных жительниц задержала насильника, ударив его по голове огнетушителем. Приехавший наряд милиции доставил Ершова в Железнодорожный РОВД Красноярска.

### Арест, следствие и суд
Нюансы задержания Ершова по сведениям из различных источников разнятся. Так, по данным газеты «Московский комсомолец», удар огнетушителем нанёс мужчина, по данным журналиста «Газета.ру» Ирины Петраковой, задержание произвёл милиционер, которого Ершов ранил ножом. Из газеты «Труд» следует, что Ершов напал в подъезде одного из домов на женщину, чей муж оказался офицером ФСБ России и после погони задержал его.
По сведениям журналиста и писателя Николая Модестова, «на момент задержания Ершова по трём совершённым им убийствам уже были осуждены ни в чём не повинные люди».
Первоначально Ершов отказывался давать показания, называл вымышленную фамилию и заявлял, что является бомжом. Позднее, во всём сознавшись сотрудникам правоохранительных органов, он назвал своё реальное место жительства, где последние нашли неопровержимые улики — орудия преступления (два ножа, которые он называл «перьями»), а также вещи жертв (старую куртку, поношенные сапоги) и их паспорта. Важной уликой против Ершова стал его дневник-таблица из семи граф, в который он подробно записывал все свои нападения: первый столбец — номер жертвы, второй — время года, третий — орудие совершения преступления (прописная «П» — совершение преступления заводским техническим ножом; жирная «п» — убийство столовым ножом; «р» — преступление совершено руками или палкой), четвёртый — характер увечья («р» — ранение, «т» — труп), пятый — пол жертвы, шестой — место преступления, седьмой — год преступления. По признанию Ершова, исход всех своих нападений он обязательно перепроверял через СМИ (читал газеты и смотрел телевизор), а также возвращался на места совершённых им преступлений и на безопасном расстоянии наблюдал за работой оперативников.
В июне 1998 года Сибирский окружной военный суд признал его виновным по всем пунктам предъявленных обвинений в совершённых преступлениях и приговорил к смертной казни через расстрел. Несмотря на то, что в соответствии с выводами экспертного заключения Государственного научного центра социальной и судебной психиатрии имени В. П. Сербского Ершов «страдает тотальной задержкой психосексуального развития… с аномалией сексуального влечения садистского круга в виде стремления к изнасилованию и стремления к убийству», суд признал его вменяемым. Во время зачитывания судьёй многостраничного приговора (уголовное дело составило 43 тома) Ершов, обычно казавшийся спокойным, потерял сознание. Его адвокат подавал кассационную жалобу, добиваясь смягчения приговора для своего подзащитного, однако сам Ершов заявил, что «утратил право на жизнь». 28 января 1999 года Военная коллегия Верховного Суда России оставила первоначальный приговор без изменений.
Из-за объявленного в стране моратория на смертную казнь наказание Вадиму Ершову было изменено на пожизненное лишение свободы. Отбывает наказание в колонии «Чёрный дельфин» в Соль-Илецке Оренбургской области.